# Unirea Alba Iulia
Unirea Alba Iulia ist ein rumänischer Fußballverein aus Alba Iulia. Er spielt seit 2016 in der dritten rumänischen Fußballliga, der Liga III.

## Geschichte
Der Verein wurde 1924 als „Unirea Mihai Viteazu Alba Iulia“ gegründet. Nach zehn Jahren spielte Alba Iulia zum ersten Mal in der Divizia B, der zweithöchsten rumänischen Fußballliga. In ihrer ersten Saison erreichten sie den 6. Platz. Alba Iulia spielte bis zur Saison 1938/39 in der 2. Liga und stieg dann in die Divizia C ab. Ab der Saison 1942/43 spielte man wieder in der Divizia B, zwei Jahre später musste erneut der Gang in die 3. Liga angetreten werden. 1947 ließ man sich in „FC Unirea Alba Iulia“ umbenennen. Von 1947 bis 1970 nahm Alba Iulia nur an regionalen Meisterschaften teil. In der 1970/71 stieg man wieder in die Divizia C auf. Neun Spielzeiten später erreichte der Verein wieder die Divizia B. Zwischen 1988 und 2003 spielte man in der Divizia B. 1997 änderte man den Vereinsnamen auf „FC Apulum Alba Iulia“. In der Saison 2002/03 gewann man mit dem damaligen Trainer Aurel Șunda die Divizia B und spielte somit zur Saison 2003/04, in deren Verlauf der bisherige Co-Trainer Alexandru Pelici Șunda ablöste, zum ersten Mal in der Divizia A. In der Premierensaison erreichte der Verein Tabellenrang 6 und war somit bester Aufsteiger vor Petrolul Ploiești und FC Bihor Oradea, die beide wieder absteigen mussten. Nach dieser sensationellen Saison belegte Alba Iulia in der Saison 2004/05 den 14. Platz und musste somit wieder in die Divizia B absteigen. In der darauffolgenden Saison, die im Juli 2005 mit Cornel Țălnar angegangen wurde, ging es weiter bergab. Nach 113 Tagen im Amt wurde Țălnar durch Neluțu Popa ersetzt, der im Januar 2006 durch Constantin Cârstea und dessen Co-Trainer Mihai Zamfir abgelöst wurde. Nach dem Unentschieden im Heimspiel gegen CFR Timișoara trat Cârstea am 15. April 2006 zurück und Zamfir wurde sein Nachfolger. Trotz der zahlreichen Trainerwechsel belegte der Klub am Saisonende erneut einen Abstiegsrang.
Da es in Râmnicu Vâlcea mit CSM Râmnicu Vâlcea bereits einen Zweitligisten gab und sich keine Sponsoren für ein zweites Team in der Divizia B fanden, verkaufte Oltchim Râmnicu Vâlcea, einer der sportlichen Aufsteiger aus der Divizia C, sein Startrecht im Sommer 2006 an FC Municipal Apulum, der auf diese Weise den Abstieg umging und seinen Namen anschließend zu FC Unirea 2006 Alba Iulia änderte. In der Rückrunde der Saison 2006/07 trat Mihai Zamfir nach der Heimniederlage gegen Politehnica Timișoara II am 21. April 2007 zurück. Unter dem bisherigen Co-Trainer Adrian Bicheși, der von dem Mannschaftskapitän, Torhüter Gabriel Rotaru, unterstützt wurde, beendete man die Saison auf dem vierten Tabellenplatz. Ende Mai 2007 unterschrieb George Ciorceri einen Zweijahresvertrag als Chefcoach, trat jedoch in der Folgesaison am 1. Oktober 2007 zurück und wurde durch den Rückkehrer Aurel Șunda ersetzt. Mit diesem konnte erneut der vierte Tabellenrang erreicht werden. In der Saison 2008/09 gewann man mit dem Trainer Adrian Falub, der am 7. April 2009 den am Tag zuvor entlassenen Aurel Șunda abgelöst hatte, die Liga II und stieg nach vier Spielzeiten wieder in die 1. Liga Rumäniens auf. Falub wurde nach dem 20. Spieltag der Saison 2009/10 entlassen, doch auch die Verpflichtung des ehemaligen bosnisch-herzegowinischen Nationaltrainers Blaž Slišković am 12. März 2010 konnte den unmittelbaren Abstieg nicht verhindern.
Am 27. Juli 2010 wurde mit Marius Baciu ein neuer Trainer vorgestellt. Während der Hinrunde der Zweitligasaison trennte sich der Verein von Trainer Baciu und nach einer Interimszeit unter Adorian Himcinschi übernahm Marian Pană im Januar 2011 das Training der Mannschaft. Nach nur drei Wochen verließ er den Verein am 18. Februar 2011 allerdings wieder, um beim Erstligisten Unirea Urziceni anzuheuern. Das Traineramt übernahm Gabriel Stan, der am 20. April 2011 kündigte und durch den Torhüter Gabriel Rotaru ersetzt wurde. Eine Woche vor dem Auftakt zur Zweitligasaison 2011/12 kehrte Stelian Gherman als Trainer zu Unirea zurück.
Nach der Saison 2012/13 stellte die erste Mannschaft den Spielbetrieb vorübergehend ein und trat ab 2014/15 in der fünften Liga an. Seit 2016 spielte Unirea Alba Iulia in der Liga III.

## Stadion
Seit 1982 spielt Unirea Alba Iulia im Stadionul Victoria-Cetate. Das Stadion verfügt über eine Kapazität von 18.000 Plätzen. Finanziert wurde das Stadion durch die Stadt Alba Iulia. Ein kleines Hotel ist im Stadion untergebracht.

## Bekannte Spieler
- Călin Cristea
- Stelian Gherman
- Ioan Ilie

## Ehemalige Trainer
- Cornel Țălnar (bis 1995, Juli 2005 bis November 2005)
- Neluțu Popa (1995, 2000 bis 2001, November 2005 bis Januar 2006)
- Gheorghe Borugă (bis 1998)
- Romulus Gabor (1998 bis)
- Stelian Gherman (1999, Juli 2004 bis September 2004, 15. August 2011 bis 28. Oktober 2012, 9. November 2012 bis Juni 2013)
- Aurel Șunda (2003 bis März 2004, 1. Oktober 2007 bis 6. April 2009)
- Alexandru Pelici (März 2004 bis Juni 2004, September 2004, November 2004 bis März 2005)
- Gheorghe Mulțescu (Oktober 2004)
- Marcel Rusu (Oktober 2004, Mai 2005, Juni 2005)
- Alin Artimon (März 2005 bis Mai 2005)
- Constantin Cârstea (Januar 2006 bis 15. April 2006)
- Mihai Zamfir (15. April 2006 bis 23. April 2007)
- Adrian Bicheși (23. April 2007 bis Juni 2007)
- George Ciorceri (Juni 2007 bis 1. Oktober 2007)
- Adrian Falub (7. April 2009 bis März 2010)
- Blaž Slišković (12. März 2010 bis Mai 2010)
- Adorian Himcinschi (Anfang Juli 2010 bis 27. Juli 2010, Oktober 2010 bis Januar 2011, 29. Oktober 2012 bis 9. November 2012)
- Marius Baciu (27. Juli 2010 bis Oktober 2010)
- Marian Pană (Januar 2011 bis 18. Februar 2011)
- Gabriel Stan (Februar 2011 bis 20. April 2011)
- Gabriel Rotaru (20. April 2011 bis 15. August 2011)